# PIN диод
PIN диод e вид диод, в който между областите с p (дупчеста проводимост) и n (електронна проводимост) се намира нелегирана (intrinsic) област на полупроводника (на английски: intrinsinc – същински). Използват се за превключване на СВЧ сигнали.

## Характеристики
Характеризират се с голяма разлика в съпротивлението при право и обратно постоянно напрежение. Наличието на I-област допълнително намалява капацитета на диода при включване в обратна посока. При право включване съпротивлението на диода е малко, тъй като инжектираните от P и N областите в I областта токоносители я правят проводима.
При високи честоти PIN диодът изглежда като почти перфектно съпротивление (силно линейно, дори за големи амплитуди на сигнала). Причина за това е големият заряд, натрупан в I областта. При ниски честоти зарядът има възможност да се разсее — съответно диодът да се изключи, докато при високи честоти, времето е недостатъчно за разсейване на заряда и диодът остава включен. Обикновено PIN диодите имат голямо време за изключване.
Съпротивлението при високи честоти е обратно пропорционално на постоянния ток в права посока през диода. Съпротивлението при високи честоти може да варира в широки граници (от 0.1 Ω до 10 kΩ в някои случаи).

## P-I-N фотодиоди
Друга област на приложение е приемането на светлинни сигнали. При обратно включване P-I-N диодът работи като фотодетектор. За целта са разработени PIN-фотодиоди, чиято конструкция е такава, че повечето фотони се абсорбират в I-областта, като генерираните двойки (електрон-дупка) токоносители допринасят за увеличаване на протичащия през диода ток. Попадайки в електрическото поле в I-областта, токоносителите се насочват към високо легираните области, като предизвикват фототок. Сравнени с обикновен фотодиод с P–N преход, p–i–n фотодиодите имат по-широка област с неосновни токоносители, което позволява по-голяма квантова ефективност. По-ниският електрически капацитет дава възможност за приемане на сигнали с по-широка честотна лента.
Най-разпространените P-I-N фотодиоди са направени от силиций. Те са чувствителни във видимата част на светлинния спектър и в близката инфрачервена област до ≈ 1 μm. При по-големи дължини на вълната степента на поглъщане и съответно електрическият ефект спадат рязко, като параметрите на среза в характеристиката зависят от ширината на I-областта.
За по-големи дължини на вълната до около ≈ 1.7 μm са разработени индиево-галий-арсенидни InGaAs P–I–N диоди, като те са сравнително по-скъпи. Алтернатива са германиевите P–I–N диоди. Най-бързите P-I-N фотодиоди имат честотна лента, простираща се до десетки GHz. Техните активни области имат диаметри от порядъка на няколкостотин микрона.